# Murcar Links Golf Club

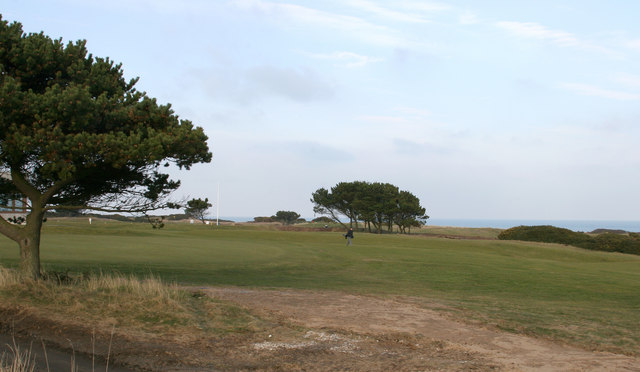
Een deel van het parcours

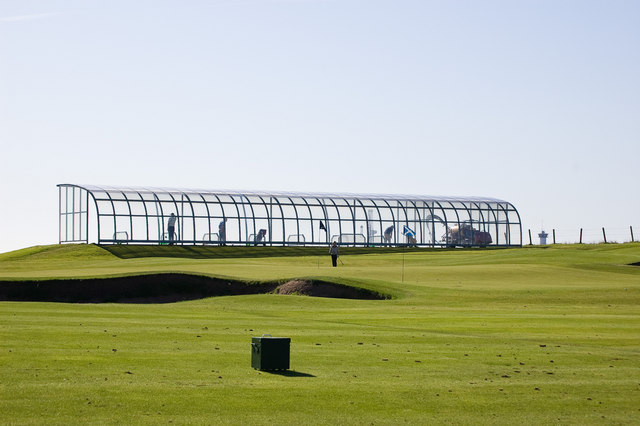
De driving range (oefenterrein)

De Murcar Links Golf Club in Aberdeen, Schotland werd in 1909 ontworpen door Archie Simpson en is de thuisclub van Paul Lawrie.
De golfbaan ligt parallel aan de Noordzee en ten noorden van de Royal Aberdeen Golf Club. In 1930  werd de baan aangepast door James Braid. In 2006 werd een nieuw clubhuis geopend door Paul Lawrie. 
In 2006 werd op Murcar Links de eerste editie van de Scottish Challenge gespeeld. Winnaar Sam Walker behaalde toen zijn eerste overwinning op de Europese Challenge Tour.

## Toernooien
- Scottish Challenge: 2006
- European Girls Team Championships: 2008
- British Boys Plate: 2009
- European Boys Team Championship: 2013
- Paul Lawrie Golf Centre Northern Open: 2014
- Paul Lawrie Matchplay: 2015